# Městský okruh (územní jednotka)
Městský okruh (rusky городской округ) je typ komunálního útvaru v Rusku; představuje jednu nebo několik sdružených osad, které jsou v přímé jurisdikci podoblasti, v níž leží a nejsou součástí městské části.

## Charakteristika
Status městského okruhu jako komunálního útvaru je definován Federálním zákonem z 6. října 2003, № 131-FZ „O obecných zásadách organizace místní samosprávy v Ruské federaci“, kde je městský okruh jeden nebo několik sdružených sídel na jednom území, které nejsou místními správními celky, ve kterém je místní samospráva prováděna obyvatelstvem přímo a (nebo) prostřednictvím volebních a jiných orgánů místní samosprávy, které mohou uskutečňovat samostatné státní pravomoci, které jsou předávány orgány místní samosprávy federálními zákony a zákony subjektů Ruské federace.
Status městského okruhu mají také „uzavřené administrativně-územní útvary“ známé pod zkratkou ZATO.
Federálním zákonem č. 136-FZ ze dne 27. května 2014 byl zaveden nový druh městské čtvrti, a to městský okruh s vnitřněměstským rozdělením (dělením). Prvním městský okruh s vnitřněměstským rozdělením bylo město Čeljabinsk.

## Počet
K 1. lednu 2010 bylo podle Federální služby státní statistiky v Rusku celkem 512 městských okruhů, 1. ledna 2011 bylo 515 městských okruhů, 1. ledna 2012 517 městských okruhů, 1. ledna 2013 celkem 518 městských kruhů, 1. ledna 2014 520 městských okruhů.
Nejvíce městských okruhů je v Sverdlovské oblasti, kde je jich 68. Nejméně je jich naopak v Leningradské, Novgorodské a Omské oblasti a Židovské autonomí oblasti, a také v Republice Altaj, Kalmycké a Mordvinské republice, v Severní Osetii-Alanii a na území Něneckého autonomního okruhu (stav k 1. lednu 2016).